# Sverige i olympiska vinterspelen för ungdomar 2024
Sverige deltog vid olympiska vinterspelen för ungdomar 2024 i Gangwon i Sydkorea mellan den 19 januari och 1 februari 2024. Det var fjärde gången som Sverige tävlade vid olympiska vinterspelen för ungdomar efter att ha deltagit i varje upplaga sedan den första upplagan 2012.
Skidskytten Anton Modigs och den alpina skidåkaren Louise Lundquist var landets fanbärare under öppningsceremonin.

## Medaljörer
| Medalj | Namn                                  | Sport            | Gren                        | Datum      |
| ------ | ------------------------------------- | ---------------- | --------------------------- | ---------- |
| Guld   | Uma Kruse Een                         | Freestyle        | Damernas skicross           | 23 januari |
| Guld   | William Young Shing Alexandra Nilsson | Freestyle        | Mixat lag i skicross        | 24 januari |
| Guld   | Elsa Tänglander                       | Längdskidåkning  | Damernas sprint             | 29 januari |
| Guld   | Sveriges U16-landslag                 | Ishockey         | Damernas turnering          | 31 januari |
| Silver | Alexander Ax Swartz                   | Alpin skidåkning | Herrarnas kombination       | 22 januari |
| Silver | Elliot Westlund                       | Alpin skidåkning | Herrarnas slalom            | 25 januari |
| Silver | Astrid Hedin Elliot Westlund          | Alpin skidåkning | Mixat lag i parallellslalom | 26 januari |
| Silver | Kajsa Johansson                       | Längdskidåkning  | Damernas sprint             | 29 januari |
| Brons  | Liam Liljenborg                       | Alpin skidåkning | Herrarnas kombination       | 22 januari |
| Brons  | Astrid Hedin                          | Alpin skidåkning | Damernas storslalom         | 23 januari |
| Brons  | Måns Abersten                         | Freestyle        | Herrarnas skicross          | 23 januari |

## Tävlande
Följande är en lista över antalet tävlande som deltog i spelen per sport/disciplin. Truppen meddelades den 21 december 2023.
| Sport                         | Herrar | Damer | Totalt |
| ----------------------------- | ------ | ----- | ------ |
| Alpin skidåkning              | 3      | 3     | 6      |
| Curling                       | 3      | 3     | 6      |
| Freestyle                     | 4      | 4     | 8      |
| Hastighetsåkning på skridskor | 0      | 1     | 1      |
| Ishockey                      | 0      | 18    | 18     |
| Längdskidåkning               | 2      | 2     | 4      |
| Konståkning                   | 1      | 0     | 1      |
| Rodel                         | 0      | 1     | 1      |
| Skidskytte                    | 4      | 4     | 8      |
| Totalt                        | 17     | 36    | 53     |

## Alpin skidåkning
Sverige hade sex alpina skidåkare (tre per kön) som kvalificerat sig.
Herrar
| Idrottare           | Gren        | Åk 1  | Åk 1      | Åk 2  | Åk 2      | Totalt  | Totalt    |
| Idrottare           | Gren        | Tid   | Placering | Tid   | Placering | Tid     | Placering |
| ------------------- | ----------- | ----- | --------- | ----- | --------- | ------- | --------- |
| Alexander Ax Swartz | Slalom      | 0DNF0 | 0DNF0     | 0DNF0 | 0DNF0     | 0DNF0   | 0DNF0     |
| Alexander Ax Swartz | Storslalom  | 0DNF0 | 0DNF0     | 0DNF0 | 0DNF0     | 0DNF0   | 0DNF0     |
| Alexander Ax Swartz | Super-G     | —     | —         | —     | —         | 55,41   | 16        |
| Alexander Ax Swartz | Kombination | 56,21 | 26        | 53,38 | 2         | 1.49,59 | 2         |
| Liam Liljenborg     | Slalom      | 46,04 | 1         | 0DNF0 | 0DNF0     | 0DNF0   | 0DNF0     |
| Liam Liljenborg     | Storslalom  | 48,54 | 1         | 0DNF0 | 0DNF0     | 0DNF0   | 0DNF0     |
| Liam Liljenborg     | Super-G     | —     | —         | —     | —         | 54,88   | 5         |
| Liam Liljenborg     | Kombination | 54,52 | 4         | 55,78 | 9         | 1.50,30 | 3         |
| Elliot Westlund     | Slalom      | 46,45 | 2         | 52,21 | 4         | 1.38,66 | 2         |
| Elliot Westlund     | Storslalom  | 49,21 | 3         | 0DSQ0 | 0DSQ0     | 0DSQ0   | 0DSQ0     |
| Elliot Westlund     | Super-G     | —     | —         | —     | —         | 54,99   | 7         |
| Elliot Westlund     | Kombination | 54,35 | 1         | 56,08 | 14        | 1.50,43 | 6         |

Damer
| Idrottare        | Gren        | Åk 1  | Åk 1      | Åk 2  | Åk 2      | Totalt  | Totalt    |
| Idrottare        | Gren        | Tid   | Placering | Tid   | Placering | Tid     | Placering |
| ---------------- | ----------- | ----- | --------- | ----- | --------- | ------- | --------- |
| Lina Gustafsson  | Slalom      | 50,92 | 10        | 49,13 | 9         | 1.40,05 | 6         |
| Lina Gustafsson  | Storslalom  | 0DNF0 | 0DNF0     | 0DNF0 | 0DNF0     | 0DNF0   | 0DNF0     |
| Lina Gustafsson  | Super-G     | —     | —         | —     | —         | 55,36   | 15        |
| Lina Gustafsson  | Kombination | 58,47 | 23        | 0DNF0 | 0DNF0     | 0DNF0   | 0DNF0     |
| Astrid Hedin     | Slalom      | 0DNF0 | 0DNF0     | 0DNF0 | 0DNF0     | 0DNF0   | 0DNF0     |
| Astrid Hedin     | Storslalom  | 49,40 | 8         | 52,73 | 3         | 1.42,13 | 3         |
| Astrid Hedin     | Super-G     | —     | —         | —     | —         | 54,32   | 8         |
| Astrid Hedin     | Kombination | 57,62 | 14        | 51,49 | 3         | 1.49,11 | 4         |
| Louise Lundquist | Slalom      | 50,67 | 6         | 48,90 | 5         | 1.39,57 | 4         |
| Louise Lundquist | Storslalom  | 50,32 | 15        | 53,96 | 10        | 1.44,28 | 12        |
| Louise Lundquist | Super-G     | —     | —         | —     | —         | 56,59   | 29        |
| Louise Lundquist | Kombination | 58,82 | 27        | 51,34 | 2         | 1.50,16 | 9         |

Mixat
| Idrottare                    | Gren                 | Åttondelsfinal       | Kvartsfinal          | Semifinal            | Final / BM           | Final / BM |
| Idrottare                    | Gren                 | Motståndare Resultat | Motståndare Resultat | Motståndare Resultat | Motståndare Resultat | Placering  |
| ---------------------------- | -------------------- | -------------------- | -------------------- | -------------------- | -------------------- | ---------- |
| Astrid Hedin Elliot Westlund | Parallellslalom, lag | Storbritannien V 3–1 | Frankrike V 2*–2     | Finland V 4–0        | Österrike F 2–2*     | 2          |

## Curling
Sverige kvalificerade ett mixlag och mixdubbelpar med totalt sex idrottare.
Sammanfattning
| Lag                                                        | Gren      | Gruppspel            | Gruppspel            | Gruppspel            | Gruppspel            | Gruppspel            | Gruppspel            | Gruppspel            | Gruppspel | Kvartsfinal          | Semifinal            | Final / BM           | Final / BM |
| Lag                                                        | Gren      | Motståndare Resultat | Motståndare Resultat | Motståndare Resultat | Motståndare Resultat | Motståndare Resultat | Motståndare Resultat | Motståndare Resultat | Placering | Motståndare Resultat | Motståndare Resultat | Motståndare Resultat | Placering  |
| ---------------------------------------------------------- | --------- | -------------------- | -------------------- | -------------------- | -------------------- | -------------------- | -------------------- | -------------------- | --------- | -------------------- | -------------------- | -------------------- | ---------- |
| Vilmer Nygren Astrid Linder Ivan Almeling Matilda Lindberg | Mixat lag | Nya Zeeland V 9–3    | Norge V 10–7         | Japan F 2–10         | Turkiet V 8–7        | Kina V 5–4           | USA F 5–11           | Nigeria V 16–0       | 4         | Gick inte vidare     | Gick inte vidare     | Gick inte vidare     | 8          |
| Maja Roxin Jonatan Meyerson                                | Mixdubbel | Norge V 7–6          | USA F 5–6            | Slovenien V 15–4     | Ukraina V 9–0        | Qatar V 13–1         | —                    | —                    | 2 Q       | Kina V 9–6           | Storbritannien F 5–6 | USA F 4–7            | 4          |

### Mixat lag
| Grupp A     | Skip                | V | F | V–F | PG | PM  | VO | FO | OO | SO | DSC    |
| ----------- | ------------------- | - | - | --- | -- | --- | -- | -- | -- | -- | ------ |
| Kina        | Li Zetai            | 6 | 1 | 1–0 | 65 | 25  | 28 | 17 | 0  | 12 | 59,04  |
| USA         | Kenna Ponzio        | 6 | 1 | 0–1 | 68 | 26  | 31 | 16 | 1  | 15 | 51,38  |
| Japan       | Kaito Fujii         | 5 | 2 | 1–0 | 64 | 26  | 27 | 17 | 2  | 11 | 39,53  |
| Sverige     | Vilmer Nygren       | 5 | 2 | 0–1 | 55 | 42  | 27 | 19 | 5  | 10 | 58,05  |
| Norge       | Alexander Johansen  | 3 | 4 | –   | 49 | 39  | 25 | 19 | 2  | 11 | 65,33  |
| Turkiet     | Muhammed Taha Zenit | 2 | 5 | –   | 41 | 40  | 16 | 26 | 5  | 5  | 82,17  |
| Nya Zeeland | Jed Nevill          | 1 | 6 | –   | 27 | 44  | 18 | 23 | 3  | 6  | 86,52  |
| Nigeria     | Goodnews Charles    | 0 | 7 | –   | 6  | 133 | 4  | 39 | 1  | 0  | 199,60 |

Gruppspel
Omgång 1
Lördag 20 januari, 10:00
| Match D              | 1 | 2 | 3 | 4 | 5 | 6 | 7 | 8 | P |
| Nya Zeeland (Nevill) | 0 | 0 | 2 | 0 | 0 | 0 | 1 | X | 3 |
| Sverige (Nygren)     | 0 | 4 | 0 | 1 | 2 | 2 | 0 | X | 9 |

Omgång 2
Lördag 20 januari, 18:00
| Match B          | 1 | 2 | 3 | 4 | 5 | 6 | 7 | 8 | P  |
| Norge (Johansen) | 0 | 2 | 1 | 0 | 2 | 0 | 2 | 0 | 7  |
| Sverige (Nygren) | 3 | 0 | 0 | 3 | 0 | 3 | 0 | 1 | 10 |

Omgång 3
Söndag 21 januari, 14:00
| Match A          | 1 | 2 | 3 | 4 | 5 | 6 | 7 | 8 | P  |
| Japan (Fujii)    | 6 | 2 | 1 | 1 | 0 | 0 | X | X | 10 |
| Sverige (Nygren) | 0 | 0 | 0 | 0 | 1 | 1 | X | X | 2  |

Omgång 4
Måndag 22 januari, 10:00
| Match C          | 1 | 2 | 3 | 4 | 5 | 6 | 7 | 8 | 9 | P |
| Sverige (Nygren) | 2 | 0 | 3 | 1 | 0 | 0 | 1 | 0 | 1 | 8 |
| Turkiet (Zenit)  | 0 | 1 | 0 | 0 | 3 | 0 | 0 | 3 | 0 | 7 |

Omgång 5
Måndag 22 januari, 18:00
| Match A          | 1 | 2 | 3 | 4 | 5 | 6 | 7 | 8 | P |
| Sverige (Nygren) | 0 | 2 | 0 | 0 | 0 | 0 | 0 | 3 | 5 |
| Kina (Li)        | 0 | 0 | 2 | 0 | 0 | 1 | 1 | 0 | 4 |

Omgång 6
Tisdag 23 januari, 14:00
| Match C          | 1 | 2 | 3 | 4 | 5 | 6 | 7 | 8 | P  |
| USA (Ponzio)     | 0 | 4 | 5 | 0 | 2 | 0 | X | X | 11 |
| Sverige (Nygren) | 2 | 0 | 0 | 2 | 0 | 1 | X | X | 5  |

Omgång 7
Onsdag 24 januari, 9:00
| Match D           | 1 | 2 | 3 | 4 | 5 | 6 | 7 | 8 | P  |
| Sverige (Nygren)  | 3 | 2 | 3 | 3 | 1 | 2 | 2 | X | 16 |
| Nigeria (Charles) | 0 | 0 | 0 | 0 | 0 | 0 | 0 | X | 0  |

### Mixdubbel
| Grupp B   | V | F | V–F | DSC    |
| --------- | - | - | --- | ------ |
| USA       | 5 | 0 | –   | 61,18  |
| Sverige   | 4 | 1 | –   | 78,69  |
| Norge     | 3 | 2 | –   | 34,37  |
| Slovenien | 2 | 3 | –   | 112,84 |
| Ukraina   | 1 | 4 | –   | 74,81  |
| Qatar     | 0 | 5 | –   | 155,39 |

Gruppspel
Omgång 1
Fredag 26 januari, 18:00
| Match B                                 | 1 | 2 | 3 | 4 | 5 | 6 | 7 | 8 | P |
| Sverige (Roxin / Meyerson)              | 0 | 0 | 0 | 1 | 4 | 1 | 0 | 1 | 7 |
| Norge (Hausstaetter / Svorkmo Lundberg) | 1 | 1 | 1 | 0 | 0 | 0 | 3 | 0 | 6 |

Omgång 3
Lördag 27 januari, 14:00
| Match C                    | 1 | 2 | 3 | 4 | 5 | 6 | 7 | 8 | P |
| USA (Wendling / Paral)     | 1 | 1 | 1 | 0 | 0 | 2 | 0 | 1 | 6 |
| Sverige (Roxin / Meyerson) | 0 | 0 | 0 | 2 | 1 | 0 | 2 | 0 | 5 |

Omgång 7
Söndag 28 januari, 18:00
| Match D                      | 1 | 2 | 3 | 4 | 5 | 6 | 7 | 8 | P  |
| Sverige (Roxin / Meyerson)   | 0 | 4 | 0 | 4 | 2 | 2 | 3 | X | 15 |
| Slovenien (Kavčič / Omerzel) | 1 | 0 | 3 | 0 | 0 | 0 | 0 | X | 4  |

Omgång 10
Måndag 29 januari, 18:00
| Match A                      | 1 | 2 | 3 | 4 | 5 | 6 | 7 | 8 | P |
| Sverige (Roxin / Meyerson)   | 1 | 1 | 2 | 3 | 1 | 1 | X | X | 9 |
| Ukraina (Lytvynenko / Shlyk) | 0 | 0 | 0 | 0 | 0 | 0 | X | X | 0 |

Omgång 12
Tisdag 30 januari, 14:00
| Match B                    | 1 | 2 | 3 | 4 | 5 | 6 | 7 | 8 | P  |
| Qatar (Al-Fahad / Alnaimi) | 0 | 0 | 0 | 1 | 0 | 0 | X | X | 1  |
| Sverige (Roxin / Meyerson) | 2 | 2 | 2 | 0 | 3 | 4 | X | X | 13 |

Kvartsfinal
Onsdag 31 januari, 19:00
| Match A                    | 1 | 2 | 3 | 4 | 5 | 6 | 7 | 8 | P |
| Kina (Gong / Xu)           | 0 | 2 | 0 | 0 | 1 | 0 | 3 | 0 | 6 |
| Sverige (Roxin / Meyerson) | 4 | 0 | 1 | 1 | 0 | 2 | 0 | 1 | 9 |

Semifinal
Torsdag 1 februari, 9:00
| Match C                            | 1 | 2 | 3 | 4 | 5 | 6 | 7 | 8 | P |
| Storbritannien (Soutar / Brewster) | 1 | 1 | 1 | 0 | 0 | 2 | 0 | 1 | 6 |
| Sverige (Roxin / Meyerson)         | 0 | 0 | 0 | 2 | 1 | 0 | 2 | 0 | 5 |

Bronsmatch
Torsdag 1 februari, 13:00
| Match B                    | 1 | 2 | 3 | 4 | 5 | 6 | 7 | 8 | 9 | P |
| Sverige (Roxin / Meyerson) | 1 | 0 | 1 | 1 | 1 | 0 | 0 | 0 | 0 | 4 |
| USA (Wendling / Paral)     | 0 | 1 | 0 | 0 | 0 | 1 | 1 | 1 | 3 | 7 |

## Freestyle
Sweden fick totalt åtta kvotplatser i freestyle.
Parallellpuckelpist
| Idrottare       | Gren                          | Sextondelsfinal      | Åttondelsfinal       | Kvartsfinal          | Semifinal            | Final / BM           | Final / BM |
| Idrottare       | Gren                          | Motståndare Resultat | Motståndare Resultat | Motståndare Resultat | Motståndare Resultat | Motståndare Resultat | Placering  |
| --------------- | ----------------------------- | -------------------- | -------------------- | -------------------- | -------------------- | -------------------- | ---------- |
| Noel Gravenfors | Herrarnas parallellpuckelpist |                      |                      |                      |                      |                      |            |
| Elis Moberg     | Herrarnas parallellpuckelpist |                      |                      |                      |                      |                      |            |
| Olivia Hedberg  | Damernas parallellpuckelpist  |                      |                      |                      |                      |                      |            |
| Nova Nilsson    | Damernas parallellpuckelpist  |                      |                      |                      |                      |                      |            |
|                 | Mixat lag                     |                      |                      |                      |                      |                      |            |

Skicross
| Idrottare           | Gren               | Heat (grupp) | Heat (grupp) | Semifinal | Final    |
| Idrottare           | Gren               | Poäng        | Placering    | Position  | Position |
| ------------------- | ------------------ | ------------ | ------------ | --------- | -------- |
| Måns Abersten       | Herrarnas skicross |              |              |           |          |
| William Young Shing | Herrarnas skicross |              |              |           |          |
| Uma Kruse Een       | Damernas skicross  |              |              |           |          |
| Alexandra Nilsson   | Damernas skicross  |              |              |           |          |
|                     | Skicross, lag      |              |              |           |          |

## Hastighetsåkning på skridskor
Sverige fick en kvotplats för damer genom sin placering i världscupen för juniorer 2023/2024.
Damer
| Idrottare       | Gren    | Tid     | Placering |
| --------------- | ------- | ------- | --------- |
| Josephine Grill | 500 m   | 45,84   | 32        |
| Josephine Grill | 1 500 m | 2.26,24 | 32        |

Masstart
| Idrottare       | Gren              | Semifinal | Semifinal | Semifinal | Final            | Final            | Final            |
| Idrottare       | Gren              | Poäng     | Tid       | Placering | Poäng            | Tid              | Placering        |
| --------------- | ----------------- | --------- | --------- | --------- | ---------------- | ---------------- | ---------------- |
| Josephine Grill | Damernas masstart | 0         | 6.02,68   | 22        | Gick inte vidare | Gick inte vidare | Gick inte vidare |

## Längdskidåkning
Sverige kvalificerade fyra längdskidåkare (två per kön).
Herrar
| Idrottare      | Gren                  | Kval    | Kval      | Kvartsfinal | Kvartsfinal | Semifinal        | Semifinal        | Final            | Final            |
| Idrottare      | Gren                  | Tid     | Placering | Tid         | Placering   | Tid              | Placering        | Tid              | Placering        |
| -------------- | --------------------- | ------- | --------- | ----------- | ----------- | ---------------- | ---------------- | ---------------- | ---------------- |
| Tage Börjesson | 7,5 km, klassisk stil | —       | —         | —           | —           | —                | —                | 21.26,8          | 31               |
| Tage Börjesson | Sprint, fristil       | 3.04,80 | 3 Q       | 3.07,95     | 3           | Gick inte vidare | Gick inte vidare | Gick inte vidare | Gick inte vidare |
| Måns Ravald    | 7,5 km, klassisk stil | —       | —         | —           | —           | —                | —                | 20.13,4          | 5                |
| Måns Ravald    | Sprint, fristil       | 3.06,52 | 8 Q       | 3.07,77     | 2 Q         | 3.10,15          | 4 Q              | 3.27,21          | 6                |

Damer
| Idrottare       | Gren                  | Kval    | Kval      | Kvartsfinal | Kvartsfinal | Semifinal | Semifinal | Final   | Final     |
| Idrottare       | Gren                  | Tid     | Placering | Tid         | Placering   | Tid       | Placering | Tid     | Placering |
| --------------- | --------------------- | ------- | --------- | ----------- | ----------- | --------- | --------- | ------- | --------- |
| Kajsa Johansson | 7,5 km, klassisk stil | —       | —         | —           | —           | —         | —         | 23.23,4 | 17        |
| Kajsa Johansson | Sprint, fristil       | 3.33,49 | 6 Q       | 3.40,33     | 2 Q         | 3.37,00   | 3 Q       | 3.34,24 | 2         |
| Elsa Tänglander | 7,5 km, klassisk stil | —       | —         | —           | —           | —         | —         | 22.43,4 | 4         |
| Elsa Tänglander | Sprint, fristil       | 3.27,75 | 1 Q       | 3.39,15     | 1 Q         | 3.38,68   | 1 Q       | 3.33,98 | 1         |

Mixat
| Idrottare                                                  | Gren           | Resultat | Resultat  |
| Idrottare                                                  | Gren           | Tid      | Placering |
| ---------------------------------------------------------- | -------------- | -------- | --------- |
| Kajsa Johansson Måns Ravald Elsa Tänglander Tage Börjesson | 4×5 km stafett | 53.13,8  | 4         |

## Konståkning
Sverige kvalificerade en idrottare genom juniorvärldsmästerskapen i konståkning 2023.
| Idrottare   | Gren       | Kortprogram | Kortprogram | Friåkningsprogram | Friåkningsprogram | Totalt | Totalt    |
| Idrottare   | Gren       | Poäng       | Placering   | Poäng             | Placering         | Poäng  | Placering |
| ----------- | ---------- | ----------- | ----------- | ----------------- | ----------------- | ------ | --------- |
| Elias Sayed | Herrsingel | 54,57       | 15          | 95,57             | 16                | 150,14 | 16        |

## Rodel
Sverige hade en idrottare som kvalificerat sig.
Damer
| Idrottare      | Gren   | Åk 1   | Åk 1      | Åk 2   | Åk 2      | Totalt   | Totalt    |
| Idrottare      | Gren   | Tid    | Placering | Tid    | Placering | Tid      | Placering |
| -------------- | ------ | ------ | --------- | ------ | --------- | -------- | --------- |
| Johanna Kohala | Singel | 50,393 | 24        | 49,907 | 19        | 1.40,300 | 20        |

## Skidskytte
Sverige fick fyra kvotplater per kön efter att slutat topp 10 i nationstävlingen vid världscupen i skidskytte 2022/2023.
Herrar
| Idrottare     | Gren    | Tid     | Missar       | Placering |
| ------------- | ------- | ------- | ------------ | --------- |
| Olle Gedda    | Sprint  | 25.15,7 | 7 (4+3)      | 63        |
| Olle Gedda    | Distans | 50.02,1 | 10 (0+4+3+3) | 58        |
| Anton Modigs  | Sprint  | 22.32,3 | 2 (2+0)      | 8         |
| Anton Modigs  | Distans | 45.01,6 | 3 (1+0+0+2)  | 16        |
| Thijn Omblets | Sprint  | 27.27,5 | 7 (4+3)      | 82        |
| Thijn Omblets | Distans | 50.11,6 | 6 (1+2+1+2)  | 61        |
| Arvid Trofast | Sprint  | 0DNS0   | 0DNS0        | 0DNS0     |
| Arvid Trofast | Distans | 48.58,4 | 8 (0+4+2+2)  | 51        |

Damer
| Idrottare              | Gren    | Tid     | Missar       | Placering |
| ---------------------- | ------- | ------- | ------------ | --------- |
| Anine Karlsson         | Sprint  | 23.30,5 | 4 (2+2)      | 37        |
| Anine Karlsson         | Distans | 44.54,1 | 5 (2+0+2+1)  | 55        |
| Nilla Norberg Grönborg | Sprint  | 25.06,7 | 7 (3+4)      | 58        |
| Nilla Norberg Grönborg | Distans | 48.25,5 | 10 (3+4+2+1) | 79        |
| Maya Rennermalm        | Sprint  | 22.38,7 | 3 (0+3)      | 29        |
| Maya Rennermalm        | Distans | 44.33,3 | 3 (0+1+1+1)  | 51        |
| Märta Wernersson       | Sprint  | 24.30,3 | 5 (0+5)      | 51        |
| Märta Wernersson       | Distans | 46.49,9 | 4 (2+2+0+0)  | 67        |

Mixat
| Idrottare                                              | Gren             | Tid       | Missar    | Placering |
| ------------------------------------------------------ | ---------------- | --------- | --------- | --------- |
| Maya Rennermalm Anton Modigs                           | Singelmixstafett | 49.49,0   | 20 (2+18) | 18        |
| Maya Rennermalm Anine Karlsson Anton Modigs Olle Gedda | Mixstafett       | 1:22.53,3 | 20 (4+16) | 8         |